# Палацоло Верчелезе
Палацоло Верчелезе (итал. Palazzolo Vercellese) је насеље у Италији у округу Верчели, региону Пијемонт.
Према процени из 2011. у насељу је живело 1285 становника. Насеље се налази на надморској висини од 141 м.

## Становништво
Према резултатима пописа становништва 2011. у општини је живело 1.292 становника.
| 1931. | 1936. | 1951. | 1961. | 1971. | 1981. | 1991. | 2001. | 2011. |
| ----- | ----- | ----- | ----- | ----- | ----- | ----- | ----- | ----- |
| 2.195 | 2.148 | 2.022 | 1.922 | 1.678 | 1.457 | 1.325 | 1.328 | 1.292 |